# 청동릉

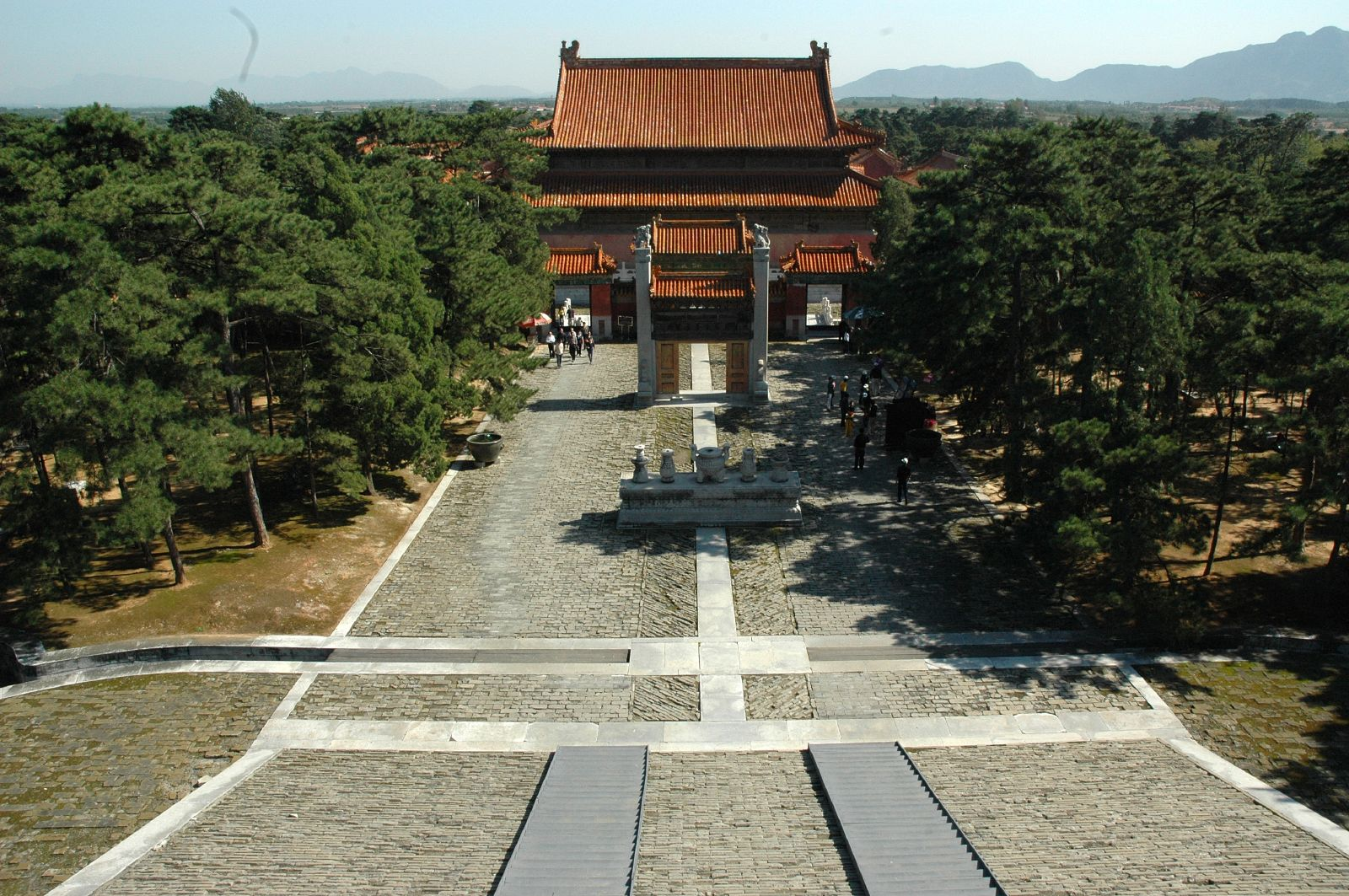
청동릉

청동릉(清东陵)은 청나라 시대의 다섯 황제의 능묘를 아울러 이르는 표현이다. 중화인민공화국 허베이성 탕산시 쭌화시에 위치한다. 황릉 5기 외에도 황후릉, 황비묘, 황자묘, 공주묘 등도 함께 있다.
1961년 전국중점문물보호단위로 지정되었고 2000년 세계유산으로 등재되었다. 2001년에는 국가4A급 관광지로 지정되었다.

## 역사
청동릉의 첫 번째 능은 순치제의 효릉이다. 1663년(강희 2년) 공사가 시작되었으며 능지 근처의 만리장성과 부속건물을 떼어내어 효릉을 보호할 방위적인 건물을 새로 세웠다. 능지 내에 남아 있는 주민들을 추방하고 민간 묘지도 모두 철거했으다. 이후에도 황족이 아닌 사람이 이곳에 절을 짓고 땔감을 하며 신을 섬기고 무덤을 만드는 행위를 금지했다. 그 이후 강희제의 경릉, 건륭제의 유릉, 함풍제의 정릉, 동치제의 혜릉이 차례대로 조성되었다.
청나라 망국 이후에는 청나라 소조정이 남아 있었지만 능을 관리할 여력이 되지 못해 능을 지키는 사람들이 능을 스스로 도적질하는 일이 늘어났다. 1921년 북양정부는 청동릉의 나무를 모조리 베는 명령을 내렸고 1926년에는 제2차 직봉 전쟁의 와중에 장쫑창이 청동릉의 유물들을 훔쳐갔다. 1928년에는 경비릉, 혜비릉 등이 쑨뎬잉에 의해 도굴당하는 사건이 일어났고 그해에 다시 숙신황귀비의 무덤이 도굴당했다. 청동릉을 지키는 군인들이 급료를 받지 못했다 하여 유릉과 정동릉을 대규모로 도굴했다. 이런 일련의 사건들은 청나라의 마지막 황제 푸이가 북양정부를 불신하는 계기가 되었고 이후 그는 일본 제국에 협력하게 된다.
1931년 만주사변 이후 푸이가 만주국의 섭정이 되자 일본군은 푸이의 조상의 능을 지킨다는 명목으로 청동릉을 점령했고 동릉사무소를 설치해 형식상이나마 청동릉을 보호했다. 하지만 1945년 이후 일본이 물러나면서 만주국도 붕괴되었고 청동릉은 다시 진공 상태에 놓였다.
1945년 이후 청동릉을 도굴하는 사례가 다시 늘어나기 시작했다. 1950년까지 수차례에 걸쳐 청동릉은 도굴되었으며 1952년 중화인민공화국 정부가 청동릉유물보호소를 설치하면서 다시 훼손이 억제되기 시작했다.

## 목록
황제릉
| 황제        | 능호 | 순장 시기 |
| ----------- | ---- | --------- |
| 세조 순치제 | 효릉 | 1662년    |
| 성조 강희제 | 경릉 | 1723년    |
| 고종 건륭제 | 유릉 | 1799년    |
| 문종 함풍제 | 정릉 | 1865년    |
| 목종 동치제 | 혜릉 | 1879년    |

황후릉
| 황후       | 능호       | 순장 시기 |
| ---------- | ---------- | --------- |
| 효장문황후 | 소서릉     | 1687년    |
| 효혜장황후 | 효동릉     | 1717년    |
| 효강장황후 | 효릉       | 1662년    |
| 효헌황후   | 효릉       | 1662년    |
| 효성인황후 | 경릉       | 1681년    |
| 효소인황후 | 경릉       | 1681년    |
| 효의인황후 | 경릉       | 1689년    |
| 효공인황후 | 경릉       | 1723년    |
| 효현순황후 | 유릉       | 1752년    |
| 효의순황후 | 유릉       | 1775년    |
| 계황후     | 유릉비원침 | 1766년    |
| 효덕현황후 | 정릉       | 1865년    |
| 효정현황후 | 정동릉     | 1879년    |
| 효흠현황후 | 정동릉     | 1908년    |
| 효철의황후 | 혜릉       | 1879년    |

## 같이 보기
- 성경삼릉
- 청서릉